# Канендию
Канендию (исп. Canindeyú, гуaрани Kanindeju) — департамент в Парагвае.

## География
Департамент Канендию находится на юго-востоке Парагвая, у границы с Бразилией. Его административным центром является город Сальто-дель-Гуайра.

## Население
Значительную часть населения департамента Канендию составляют иммигранты из Бразилии.

## Административное деление
Департамент подразделяется на 12 округов:
| №  | Округа                                                                      | Население, чел. (2002) | Площадь, км² |
| -- | --------------------------------------------------------------------------- | ---------------------- | ------------ |
| 1  | Корпус-Кристи (Corpus Christi)                                              | 13 303                 | 1821         |
| 2  | Куругуати (Curuguaty)                                                       | 57 387                 | 524          |
| 3  | Хенераль-Франсиско-Кабальеро-Альварес (General Francisco Caballero Álvarez) | 8 884                  | 1043         |
| 4  | Итанара (Itanará)                                                           | 3 276                  | 920          |
| 5  | Катуэте (Katueté)                                                           | 7 489                  | 816          |
| 6  | Ла-Палома (La Paloma)                                                       | 6 373                  | 728          |
| 7  | Нуэва-Эсперанса (Nueva Esperanza)                                           | 9 951                  | 1342         |
| 8  | Сальто-дель-Гуайра (Salto del Guairá)                                       | 11 298                 | 1382         |
| 9  | Вилья-Игатими (Villa Ygatimí)                                               | 17 483                 | 1898         |
| 10 | Ясу-Канью (Yasy Cañy)                                                       | 13 254                 |              |
| 11 | Ипеху (Ypejhú)                                                              | 5 893                  | 956          |
| 12 | Ибирарована (Ybyrarovaná)                                                   | 6 534                  |              |

## Экономика
Восточная часть департамента весьма плодородна, эта местность представляет покрытые зеленью округлые холмы, где расположены множество сельскохозяйственных ферм. Регион является одним из основных в Парагвае районов производства кофе.